# El Espectador
El Espectador è un quotidiano colombiano, il più antico della nazione, fondato da Fidel Cano Gutiérrez il 22 marzo 1887 a Medellín e dal 1915 con sede a Bogotà.
Fu inizialmente distribuito due volte a settimana in cinquecento copie, definendosi un "quotidiano di politica, letteratura, attualità e industria"; dopo la sua trasformazione in settimanale, ha cambiato il suo motto, ridisegnandosi come un giornale di opinione, più che di attualità, mantenendo tale indirizzo anche in seguito al suo ritorno in edizione quotidiana. Ha modificato la propria periodicità da quotidiana a settimanale nel 2001, in seguito a problemi economici, per poi ritornare all'originaria frequenza l'11 maggio 2008, dopo varie voci che avevano previsto tale avvenimento.
Secondo l'Estudio General de Medios del 2007, El Espectador ha 687 900 lettori ogni settimana. Fa inoltre parte della Inter American Press Association e della Asociación de Diarios Colombianos (ANDIARIOS). Dal 1997 il suo maggior azionista è Julio Mario Santo Domingo. Nel 2007, il suo editore Fidel Cano Correa affermò di non essere sulla stessa linea di pensiero del presidente Álvaro Uribe Vélez, ma ha aggiunto che è la sua opinione, non quella del giornale.
Nel 1994 Le Monde, in seguito a una ricerca, incluse El Espectador tra i migliori otto quotidiani al mondo insieme a The New York Times (Stati Uniti), Financial Times (Regno Unito), Izvestia (Russia), People's Daily (Cina), Al Ahram (Egitto), Asahi Shinbun (Giappone), and Times of India.

## Storia

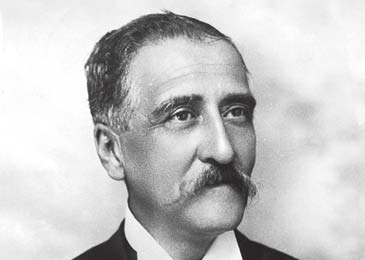
Fidel Cano Gutiérrez, fondatore di El Espectador

Fin dalla sua fondazione El Espectador ha rappresentato il Partito Liberale Colombiano, inizialmente opposto al Partito Conservatore Colombiano; diverse volte le autorità intervennero chiudendo il giornale. Di seguito viene proposto un elenco di tali provvedimenti.
- 8 luglio 1887, amministrazione Rafael Núñez, il giornale viene chiuso 134 giorni dopo il suo primo numero, fino al 10 gennaio 1888.
- 27 ottobre 1888 da Carlos Holguín, fino al 12 febbraio 1891; in precedenza la Chiesa Cattolica aveva proibito ai fedeli di leggere il quotidiano a causa di alcune critiche mosse dal direttore dello stesso.[12]
- Il 26 settembre 1892 il governo multò il giornale con 200.000 COL$ dopo aver ritenuto un articolo "sovversivo".
- 8 agosto 1893 il governatore del Dipartimento di Antioquia Abraham García chiuse il giornale fino al 14 marzo 1896, mentre Fidel Cano Gutiérrez fu detenuto in prigione.
- Dal 27 giugno 1896 al 27 aprile 1897, a causa di una legge approvata dal Congresso.
- Dal 19 ottobre 1899 al 16 ottobre 1903
- Dal 17 dicembre 1904 al 2 gennaio 1913 in seguito a critiche all'amministrazione Reyes.

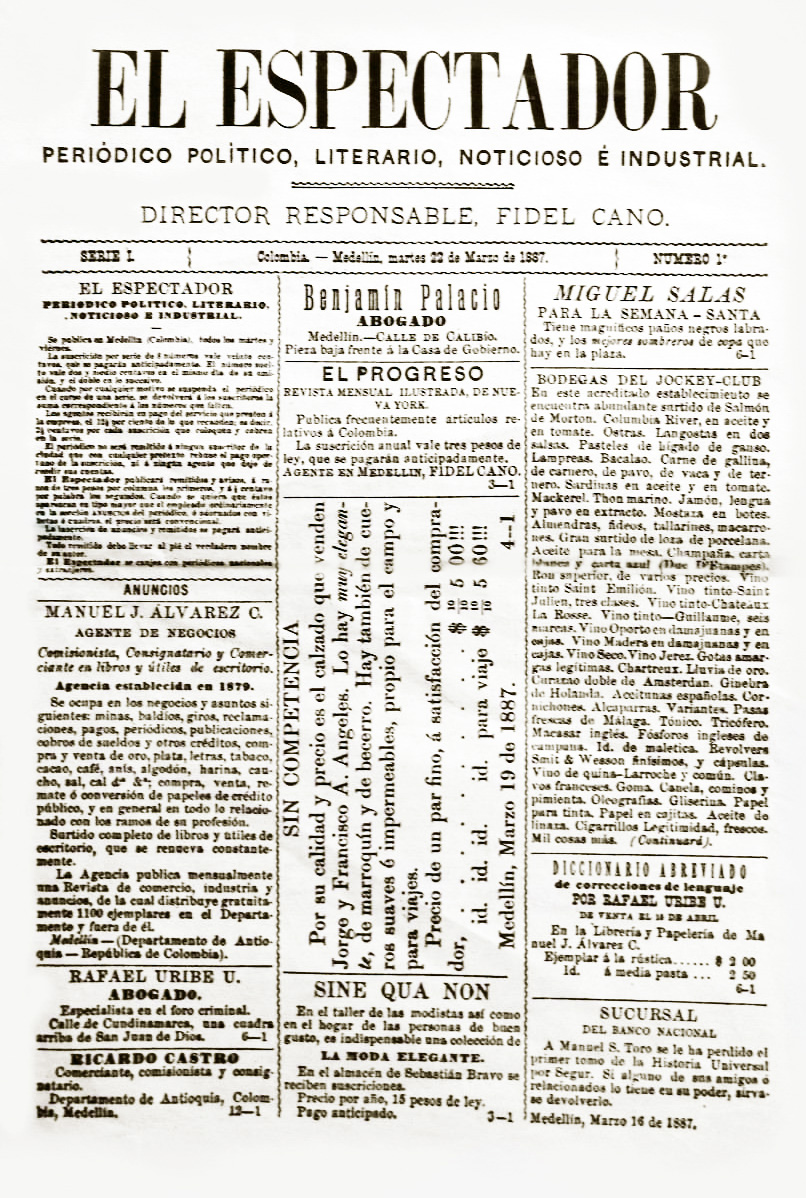
La copertina del primo numero del giornale, 22 marzo 1887.

Dal 10 febbraio 1915 El Espectador fu pubblicato contemporaneamente a Medellín e a Bogotà, ma l'edizione di Medellín fu sospesa il 20 luglio 1923.
Nel 1948, in seguito all'assassinio del leader del Partito Liberale Jorge Eliecer Gaitán le edizioni furono sospese per tre giorni. Da allora, il giornale dovette fare i conti con la censura del Partito Conservatore, che si era insediato al governo. Il 9 novembre 1949 Luis Cano Villegas, il direttore, si dimise come atto di protesta per la censura di un intero numero del giornale, venendo rimpiazzato dal fratello Gabriel Cano Villegas. Il 6 settembre 1952 la sede, allora nel centro della capitale e le case dei liberali Eduardo Santos and Carlos Lleras Restrepo, oltre alla sede del quotidiano rivale El Tiempo furono saccheggiate e parzialmente distrutte, apparentemente con il beneplacito del Governo.

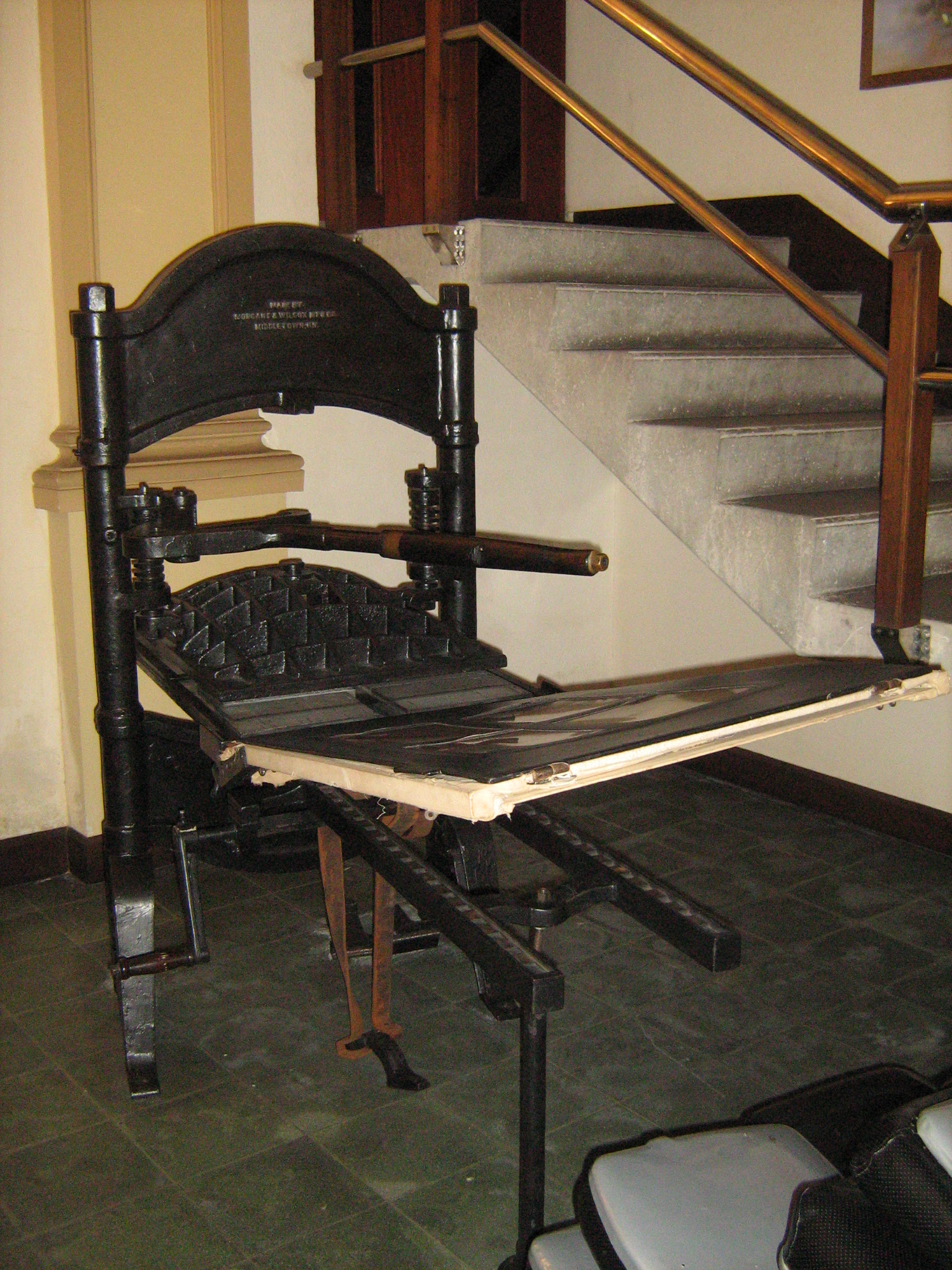
Macchina da stampa Washington, Museo Universitario Universidad de Antioquia, Medellín

Nel 1955 il quotidiano si oppose apertamente al governo militarista di Gustavo Rojas Pinilla, pubblicando diversi articoli scritti da Alberto Lleras Camargo, creando una vasta reazione nell'opinione pubblica. Nel dicembre dello stesso anno il governo accusò il giornale di irregolarità di bilancio e di evasione fiscale, multandolo il 20 dicembre 1955 per 10.000 COL$, mentre il fisco con una sanzione da 600.000 COl$. I direttori, a cui era stato proibito di rispondere alla accuse, sospesero l'uscita del giornale il 6 gennaio 1956.
Per sostituire El Espectador, il 15 febbraio 1956 fu creato El Independiente, diretto da Alberto Lleras Camargo, ma fu prima chiuso per pochi mesi e uscì poi a periodi alterni fino al 1º giugno 1958, quando fu rimpiazzato da El Espectador. Nel 1964 la sede del giornale si trasferì alla Avenida 68, situata nella parte ovest di Bogotà; il direttore Gabriel Cano dichiarò: "se El Tiempo ha la parte migliore di Bogotà, El Espectador ha la parte migliore dell'intera Nazione."
Per tutto il XX secolo El Espectador fu il principale giornale liberale a fianco di El Tiempo, esercitando una grande influenza politica. Tra i principali contributori si annoveravano i giornalisti colombiani più importanti dell'epoca, come Luis Eduardo Nieto Caballero, Alberto Lleras Camargo, Eduardo Zalamea Borda, Gabriel García Márquez, Eduardo Caballero Calderón, Klim, Antonio Panesso Robledo, Inés de Montaña, Alfonso Castillo Gómez, José Salgar, e i vignettisti Hernán Merino, Pepón, Consuelo Lago e Osuna.

## Il giornalismo delle idee

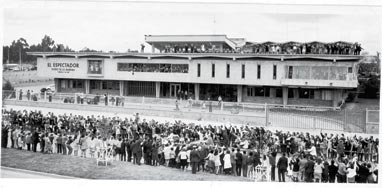
Blackout alla sede di El Espectador

Durante il ventesimo secolo, El Espectador criticò altri mass media colombiani che invece di denunciare le atrocità che venivano perpetrate nel Paese, preferivano restare in silenzio. Nei primi anni 1980 vennero pubblicati svariati articoli che denunciavano irregolarità presenti nel Grupo Grancolombiano, tra i più potenti conglomerati dell'epoca. Come rappresaglia, molte grandi aziende smisero di acquistare gli spazi pubblicitari del giornale, aggravandone le già precarie condizioni economiche; nonostante ciò, El Espectador pubblicò un editoriale riguardante la propria credibilità, confrontandola con quella di tali aziende.
El Espectador nei suoi editoriali chiedeva libertà di stampa e denunciava la censura politica che i media indipendenti dovevano subire per evitare la chiusura, affermando che «neanche nei periodi di più rigida censura o rappresaglia politica, si è dovuto ricorrere al crimine per mettere a tacere la stampa, in una delle sue funzioni più nobili ed elevate». Il giornale rifiutò di essere considerato parte di un'"opposizione sovversiva" e criticò il governo del presidente (appartenente al Partito Liberale) Julio César Turbay Ayala, e per difendersi il 15 luglio 1979 pubblicò un articolo intitolato Si eso es oposición... ("Se questa è opposizione..."). In questo stesso articolo il giornale si dichiarò "neutrale". El Espectador si rese anche protagonista di aspre critiche al narcotraffico, specialmente con articoli di Guillermo Cano Isaza.

## L'assassinio di Guillermo Cano
Il 17 dicembre 1986 l'allora direttore Guillermo Cano Isaza fu ucciso davanti agli uffici del giornale da sicari ingaggiati dal boss del narcotraffico Pablo Escobar, in seguito alla pubblicazione di articoli contro i baroni della droga colombiani. Cano lasciò la sede alle 19.00 circa sulla sua auto, e dopo una curva uno dei sicari gli sparò al petto otto colpi, uccidendolo, e fuggì su un motociclo targato FAX84. Cano aveva sessantuno anni, ed era giornalista da quarantaquattro; per il suo omicidio ancora non ci sono condannati. Il giorno seguente il giornale uscì con il titolo Seguimos adelante ("Proseguiamo").
Il 2 settembre 1989 la sede del quotidiano subì un attentato del Cartello di Medellín; gli ordigni piazzati dall'organizzazione esplosero alle 6:30 del mattino, sventrando il tetto dell'edificio, distruggendo l'entrata principale e impedendo così l'uscita del giornale. La bomba era contenuta in un furgone parcheggiato davanti all'entrata pochi minuti prima della detonazione; lo stesso giorno sei uomini armati irruppero in una casa a Islas del Rosario, nei pressi di Cartagena de Indias, incendiando la casa dove la famiglia di Cano usava trascorrere le vacanze estive. Nel 1997 il World Press Freedom Prize, assegnato dalla UNESCO, è stato intitolato a Cano.

## Difesa della libertà di stampa
Il 23 agosto 1999 un gruppo paramilitare chiamato ERC pubblicò una lista di ventuno importanti personalità colombiane, che minacciavano di morte. Tra questi nomi figuravano quelli di due giornalisti di El Espectador, Alfredo Molano e Arturo Alape. Molano lasciò il paese, in seguito a un articolo da lui scritto in cui aveva denunciato il massacro di 130 persone compiuto dall'Autodefensas Unidas de Colombia, capeggiato da Carlos Castaño. Il 18 settembre Plinio Apuleyo Mendoza seguì la stessa decisione del collega.
Il 29 maggio 2010 Reporter senza frontiere inoltrò una lettera di protesta al ministro degli Interni Humberto de la Calle riguardo al sequestro della giornalista dell'El Espectador Jineth Bedoya, apparentemente perpetrato dall'Autodefensas Unidas de Colombia (AUC). Robert Ménard, segretario di RSF, si dichiarò scandalizzato dalla faccenda del sequestro. La Bedoya venne poi assunta da El Tiempo.
Tra il febbraio e il maggio 2000, al giornalista Ignacio Gómez furono indirizzate almeno cinquantasei lettere minatorie, in seguito a un articolo in cui raccontava di una strage compiuta da milizie paramilitari con l'ausilio dell'esercito regolare. Dopo essere sfuggito a un tentativo di sequestro il 24 maggio a, Gómez si trasferì negli Stati Uniti il 1º giugno, tornando in patria solo un anno dopo.
Il 21 marzo 2003 l'articolista Fernando Garavito lasciò la Colombia per gli Stati Uniti in seguito a reiterate minacce di morte. Le sue denunce riguardo alle violazioni dei diritti umani perpetrate dall'AUC e sulla tolleranza del candidato presidente Álvaro Uribe Vélez rispetto all'attività dei narcotrafficanti ne furono la causa. L'8 febbraio Herminso Ruiz fu malmenato dalla polizia nazionale, che gli confiscò anche la macchina fotografica, mentre documentava l'attentato al club El Nogal.
Nel maggio 2003 il quotidiano, tramite un editoriale scritto dall'allora direttore Ricardo Santamaría, denunciò che alcuni agenti dell'intelligence avevano avuto accesso a un'inchiesta che stava conducendo su possibili irregolarità del Banco del Pacífico, inviando il rapporto a uno dei dirigenti della banca, il ministro degli Interni Fernando Londoño. Londoño dichiarò che il rapporto gli era stato inviato in forma anonima.
Il 18 novembre 2004 un tribunale di Bogotà condannò il giornalista e regista Lisandro Duque a tre giorni di reclusione e a una penale 470 euro per non aver pubblicato una rettifica dopo un'accusa di diffamazione ai danni della produttrice Claudia Triana de Vargas.